# سس الهه سبز
سس الهه سبز (انگلیسی: Green goddess dressing) یک سس سالاد است که معمولاً حاوی سس مایونز، خامه ترش، جعفری فرنگی، پیاز کوهی، موتوماهیان، ترخون، آبلیمو، فلفل سیاه است.